# 许源清
许源清，清朝人，是一名清朝政治人物。
许源清曾于道光年间接替张锡纯任兴化府知府一职，道光二十四年由史渭纶接任。